# オランダ領東インド

オランダ領東インド
Nederlandsch-Indië (オランダ語)
Hindia Belanda (インドネシア語)

国歌: Wilhelmus（オランダ語）
ヴィルヘルムス（1932年5月10日以降）
オランダ領東インドの拡大

オランダ領東インド（オランダりょうひがしインド、蘭領東印度、オランダ語: Nederlands-Indië、インドネシア語: Hindia Belanda）、通称蘭印は、かつてオランダが宗主国として支配した東南アジア島嶼部に存在した植民地、あるいはその領域をさす名称である。その領土は、今日のインドネシア共和国とマレーシアのマラッカ州にほぼ相当する。総督府はバタヴィア（現ジャカルタ）にあった。
オランダによるバタヴィア占領から始まった東インド支配については「300年（または350年）におよぶ植民地支配」という呼び方があるが、今日のインドネシアの版図をあらわす「サバン（スマトラ島最西北部にある町）からムラウケ（ニューギニア島最東端の町）まで」の領域をオランダがほぼ完全に掌握したのは20世紀初頭のことである。

## 略史

### 交易の時代の東インド
オランダ人がこの海域に到来するようになったのは16世紀末のことである。ポルトガルの植民地などで働いたオランダ人リンスホーテンの情報により、1596年、オランダのコルネリス・デ・ハウトマン（英語: Cornelis de Houtman）の船団がスンダ海峡に面したジャワ島西北岸のバンテン港に到達した。
ハウトマンは胡椒交易で繁栄していたバンテン王国とのあいだで交易関係を築くことを目論んだが、結局その試みは失敗し、暴力的略奪と住民殺害によってわずかの香辛料を本国に持ち帰るだけに終わった。
しかし、オランダ人にとってマダガスカルからインド洋をこえてジャワに到る新航路を開設したことの意義は大きく、彼の帰還によってオランダでは東方航海への関心が高まった。

### オランダ東インド会社
1598年、オランダはバンテン王国によってバンテンに商館を設置することを許可され、さらに東方貿易を一元化するため、1602年、「オランダ東インド会社」（Vereenigde Oostindische Compagnie、以下VOCと略す）を設立、1609年には、この商館における活動を統括する「東インド総督」を置いた。
しかし、VOCはバンテンで王国に警戒されて思うような交易上の成果をあげることができなかったため、1619年、バンテン東方に位置するジャヤカルタ（現在のジャカルタ）に新たに商館を設置、この地を「バタヴィア」と改めて、オランダ東方貿易の拠点として都市建設をすすめていった。VOCはその後、マルク諸島での香料独占をはかるため、アンボン島でのポルトガル人排除やバンダ諸島征服などによって、貿易独占の達成に成功した。
このようにVOCは、当初、港と商館を中心とする交易独占によって利益をあげていたが、17世紀後半からジャワ島内陸部へと進出し、領土獲得に熱意をみせるようになった。すなわち、獲得した領土で当時の有力商品であるコーヒーなどを栽培し、これを輸出することで利益をあげるためである。いわゆる「点と線」の支配から「面」の支配への転換をはかろうとしたのである。
VOCは、ジャワ島内部の王朝間での戦争や各王家内での後継者争いなどに介入することで、17世紀後半にはマタラム王国を衰退させ、そして1752年にはバンテン王国を属国とすることに成功した。しかし、領土獲得のために要した莫大な戦費と会社自体の放漫経営のためにVOCの経営は悪化し、1799年、VOCは解散することになった。その後を引き継いで植民地経営にあたったのは、すでに本国オランダを占領していたフランスの衛星国となったバタヴィア共和国である。

### イギリスの統治
東インドの領土、財産、負債などの一切をVOCから受け継いだオランダ政府であったが、19世紀初頭、フランス革命以降のヨーロッパ政局の混乱の波に襲われた（ナポレオン戦争の項を参照）。オランダ本国はフランスに併合され、また、オランダの海外領土はイギリスの統治をうけることになったのである。
1811年から1816年までジャワ島の植民地経営にあたったのは、東南アジアにおけるイギリスの植民地経営に中心的な役割を果たしていたラッフルズである。そのラッフルズのジャワ島経営は短期間に終わったが、彼のもとで開始された土地測量や税制改革は、その後のオランダによる植民地経営にも一部引き継がれた。
1814年、オランダとイギリスのあいだで締結されたロンドン条約では、オランダがスマトラ島を、イギリスがマレー半島を、それぞれ影響圏におくことを相互に承認した。今日のインドネシア・マレーシア間のマラッカ海峡に大きな国境線が引かれることになったのは、この条約に端を発し、1824年の英蘭協約で確定したものである。

### 強制栽培制度の時代
1820年代から1830年代にかけて、オランダは深刻な財政危機に直面した。フランスの七月革命の影響等で1830年にベルギーが分離独立したため、オランダ本国は有力な工業地帯を失った。また、東インドでは、1825年にジャワ島のマタラム王家のディポヌゴロをリーダーとする反乱（ジャワ戦争）が起こり、同時期にスマトラ島でも、イスラーム改革派（パドリ派）と反パドリ派の対立に端を発するパドリ戦争が起こったため、軍事費が増大した。
こうしたオランダ本国の財政状態を改善するため、東インドに導入されたのが東インド総督ファン・デン・ボッシュによる「栽培制度」（日本では「強制栽培制度」と訳されることが多い）である。これは、現地住民に指定の農作物を強制的に栽培させ、植民地政府が独占的に買い上げるというものであった。指定栽培されたのは、コーヒー、サトウキビ、藍（インディゴ）、茶、タバコなど、国際市場で有望な農産物である。東インド植民地政府は、農産物を1824年にウィレム1世が設立したオランダ商事会社を通じて国際市場に転売して、莫大な利益をあげた。
この制度はオランダ本国の財政赤字を解消しただけでなく、産業革命期に入りつつあったオランダのインフラ整備にも大きく貢献した。しかし、同時にオランダ経済の東インドへの依存度を高めることにもなった。
この制度は、栽培を強制された住民には大きな負担となった。収穫された農作物は、植民地政府の指定する安い価格で強制的に買い上げられた。さらに、従来稲作をおこなってきた水田で、アイやサトウキビなどの商業作物の栽培が強制されたため、凶作が重なると深刻な飢饉を招くこともあり、餓死者も出た。一方、この制度の施行期間中にジャワ島の人口がほぼ倍増したことを指摘して、暗黒面だけを強調するのは妥当ではないとする意見もある。

### 自由主義政策の時代
50年代には清国の戦乱を逃れた中国人も移住してき、砂糖、タバコなどの輸出が栄えた。
1854年に施行された蘭印統治法によって強制栽培制度はかなり緩和され、それに続く自由主義政策の諸法規により事実上廃止されることになったものの、強制栽培制度による現地住民の苦役と飢餓の実態は小説『マックス・ハーフェラール Max Havelaar 』によって告発された。東インドで勤務した経験を持つオランダ人エドゥアルト・ダウエス・デッケルがムルタトゥーリの筆名で1860年に発表したこの作品は、オランダ文学の古典とされる。この小説はオランダ本国で大きな反響を呼び、強制栽培制度を非難する声が高まった。
しかしオランダ本国の影響で、1860年代以降、強制栽培制度は国際競争力のなくなった品目から順に廃止されていった。
また、農作物に代わる新たな産物として、産業革命による石油資源の国際市場における重要度の高まりを受け、油田の開発が始められた。1883年、スマトラ島東岸での試掘が許可され、1885年に採掘に成功した。試掘に当たったロイヤル・ダッチ社は今日のシェルの前身の一つである。

### 倫理政策の時代

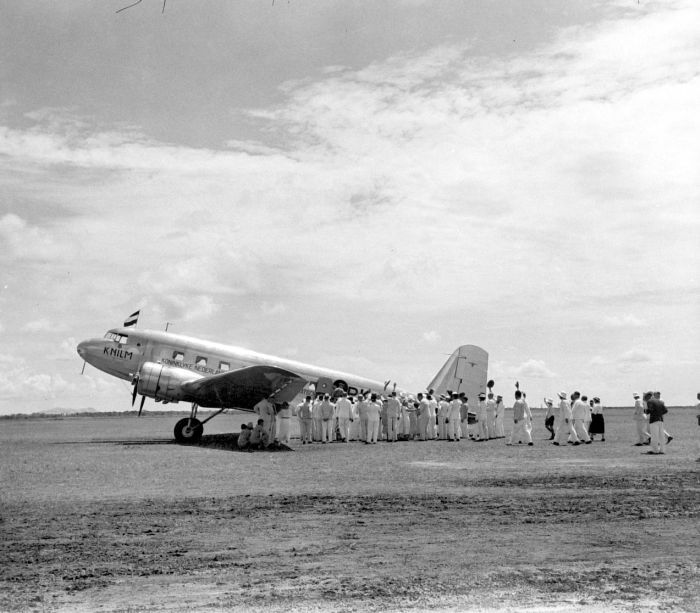
クタ空港に駐機する王立オランダ領インド航空（KNILM）のダグラス DC-3型機（1938年）

自由主義政策時代の末期になると、現地民の窮迫ぶりはいっそう目立つようになった。現地民の生活状態の悪化はオランダ製品の購買力を減少させることになり、オランダ資本にとっても好ましくなかった。また、人道上の理由もあり、オランダ本国ではようやく従来の自由主義を改めて現地民の福利向上をはかるべきであるという声が強まってきた。
こうして1901年以降、倫理政策と呼ばれる政策がとられるようになる。倫理政策時代には、給料の安い現地民の下級職員を植民地支配の道具として利用することを目的に養成するため、初等、中等学校が新設された。また、医師学校、官吏養成学校なども設けられオランダのライデン大学に留学する者も漸次に増加してきた。
倫理政策により、レヘント（蘭: regent。オランダによる植民地統治のための現地民）は、人民から世襲的な権力と威信を無視され、突如として一般人民同様の取り扱いを受けるようになり、結社の自由も緩和され比較的短期間に諸組織（ブディ・ウトモ）、とりわけイスラム諸組織加入者が数百万に増加した（サレカット・イスラム）。こうしてインドネシアに知識層、半知識層が生まれ、現地民の組織化も進行し、民族自立の旗印が掲げられるようになったが、依然としてインドネシア人による自治は許されず、オランダによるオランダのための過酷な植民地支配は続いた。

### 第二次世界大戦と日本軍政
1939年9月1日にヨーロッパで第二次世界大戦が勃発した。1940年5月15日にはドイツの侵攻をうけて宗主国オランダは降伏し、王室などはイギリスへ逃亡し亡命政府を創設した。以後、第二次世界大戦終結の直前までオランダ本国はドイツの占領下におかれた。
一方、オランダ本国が降伏した後も、蘭印はオランダ亡命政府傘下であり続け、在東インド植民地軍による統治が続いていた。このため戦略物資の調達を巡り、1930年代および1940年前後には日本と現地政府の間で日蘭会商が行われた。
しかしその後1942年2月末に、日本軍は南進論を実行してオランダ領東インドへ侵攻した。10日ほどの戦闘の後、在東インド植民地軍は全面降伏し、オランダ人の一部はオーストラリアなどの近隣の連合国に逃亡した。以後、東インド全域は日本の軍政下に置かれた。「オランダによる350年の東インド支配」が実質的に終了したのである。
その後日本軍は、これまで東インド植民地政府によって弾圧され続けていたスカルノとハッタなどの民族主義運動の活動家と協力体制を取り、さらにインドネシア人を軍政府の高官に登用したほか、「インドネシア」という呼称を公の場で使用することを解禁するなど、インドネシア人を差別し弾圧したオランダ人とは異なった、インドネシア人優遇政策を取った。
1943年5月、日本はインドネシアを永久確保の対象の地と決定した。
なお、1943年10月には、日本軍の協力を得てインドネシア人将校がみずから率いる「民族軍」である郷土防衛義勇軍（ペタ）を組織するなど、日本軍政下ではあったものの、インドネシア人はこれまでのオランダ統治下では決して得ることのできなかった権限を得ることとなった。
その後日本政府は、1944年9月3日にインドネシアの将来的な独立を認容する「小磯声明」を発表、さらに1945年3月には「独立準備調査会」を発足させ、スカルノやハッタらに独立後の憲法を審議させ、8月7日にはスカルノを主席とする「独立準備委員会」を発足させ、インドネシアは独立に向かい歩き出した。

### オランダ領東インドの終焉
しかし、8月15日に日本が連合国に降伏したために独立が反故になるかと思われたものの、8月17日にはスカルノとハッタが「民族の名において」インドネシアの独立を宣言した。
オランダはその独立を認めず、東インドを再植民地化しようとしたが、武装勢力（正規軍・非正規軍を問わず。ごく一部には帰国の足を断たれた旧日本軍の南方方面軍の残存兵力も含まれた）との武力衝突が頻発した。なお、前述の郷土防衛義勇軍は武装勢力の中心を担うこととなった（その上に、独立後は初期のインドネシア国軍の一部を構成することとなった）。かつてオランダ領東インドと呼ばれた領域は、インドネシアとして生まれ変わった姿でオランダの再来を拒んだのである。
本土が荒廃し国力が低下したオランダはもはや独立戦争を戦い抜くことができず、戦争は4年の歳月を経てイギリスやアメリカの仲介もあり和平合意に至り、ここにインドネシア連邦共和国の成立が承認された。

## 行政区画
1903年に現在のインドネシアの前身にあたる州制度が導入される。また2つのスルタン制の君主国もあった。
- スマトラ州
- 西ジャワ州
- 中部ジャワ州
- 東ジャワ州
- ボルネオ州
- 大東部
- ヨグヤカルタ王国
- スラカルタ王国

## 日本人の進出
1879年ごろ、日本人が続々とポンティアナックに渡ったとされる。蘭印においてはヨーロッパ系住民と原住民を対象とする別個の差別的法体系が存在していたが、日本人移住者、在留者は原則としてヨーロッパ系住民に準じる処遇を受けた。
1916年以前にスラバヤ市に日本人が進出しており、台湾籍の日本人も少なくなかった。1916年にはそこに三井物産出張所、台湾銀行出張所、大阪福島洋行、東京潮谷商会支店、東印度貿易組合、橋本、岡崎、高橋、その他二、三の雑貨店があった。
1920年10月に、バタヴィアにおいて日刊邦字新聞の瓜哇日報が発刊される。また、南洋協会瓜哇支部が月刊誌の蘭領東印度時報を発行した。
1933年9月、蘭印政府は明らかに日本商品の進出を阻止することを目的とした緊急輸入制限令を発布し、セメントの輸入を制限し、12月にはビールの輸入も制限した。日本の外務省が対策を考えていたところ、オランダ政府が貿易調整を目的とした会議の開催を希望したため、結果が出るまで日本に不利となる新措置を取らないことを条件に、1934年6月8日から日蘭会商が開始されたが、成果なく1934年12月21日に一時打ち切りとなった。会議中においても、蘭印政府は約束を無視して陶磁器、鉄フライ鍋、サロン綿布、晒綿布の輸入制限を新たに開始し、会議打ち切り後は40余種の商品に対して制厳令を乱発し、日本と蘭印は対立の状態となった。また1942年には蘭印作戦で大日本帝国（日本軍）が蘭印作戦で占領。これは降伏後も続き、9月まで続いた。

## 関連人物
- ウィレム・エンゲルブレヒト（英語版） - 政府の軍事医療部長官ピーテル・ヨハネス・ゴドフロイの孫。1938年に日蘭協会を再設立した[17]。

## 関連文献
資料
- 移民問題研究会『海外移住』移民問題研究会、1938年。
- E. D. ファン・ワルリー「経済上から見た蘭領東印度と極東諸国の関係」『国際パンフレット通信』第890巻、タイムス出版社、1936年、1-54頁。

文献
- 信夫清三郎『ラッフルズ伝 東南アジアの帝国建設者』平凡社〈東洋文庫〉、1968年。ISBN 4582801234。
- 永積昭『オランダ東インド会社』近藤出版社、1971年。
  - 永積昭『オランダ東インド会社』講談社〈講談社学術文庫〉、2000年。ISBN 4061594540。
- 日蘭学会 編『オランダとインドネシア 歴史と社会』山川出版社、1986年。ISBN 4634650703。
- 池端雪浦 編『東南アジアⅡ 島嶼部』山川出版社〈新版世界各国史〉、1999年。ISBN 4634413604。
- アフマッド・スバルジョ 著、奥源造 訳『インドネシアの独立と革命』龍渓書舎、1973年。